# Isah Eliakwu
Isah Abdulahi Eliakwu (n. Lokoja, Nigeria; 25 de octubre de 1985) es un futbolista nigeriano. Juega como delantero en el FC Anzhi Majachkalá de la Liga Premier de Rusia.

## Trayectoria
Eliakwu ingresó en la Reggiana en la temporada 2000-01 junto a otros jóvenes nigerianos como Stephen Makinwa, Akande Ajide, Adewale Wahab, Obafemi Martins y Saidi Adeshokan. En verano de 2002, cuando contaba con 16 años, fue fichado por el Inter de Milán, aunque nunca llegó a debutar con el equipo nerazzurri, pues estuvo cedido constantemente en el Ascoli y Triestina.
En 2006 fue el Triestina el club que se hizo con sus servicios en propiedad y allí militó durante tres temporadas. En 2009 fue traspasado al Gallipoli y en 2010 firmó por el Varese. En septiembre de ese mismo año fue fichado por el Anzhi Majachkalá de la Liga Premier de Rusia.

## Clubes
| Club                | País   | Año       |
| ------------------- | ------ | --------- |
| Inter de Milán      | Italia | 2004-2006 |
| Ascoli (cedido)     | Italia | 2004-2005 |
| Triestina           | Italia | 2005-2009 |
| Spezia Calcio       | Italia | 2009-2010 |
| Gallipoli           | Italia | 2009-2010 |
| Varese              | Italia | 2010      |
| FC Anzhi Majachkalá | Rusia  | 2010-     |